# Transponder
Ein Transponder ist ein Funk-Kommunikationsgerät, das eingehende Signale aufnimmt und automatisch beantwortet bzw. weiterleitet. Der Begriff Transponder ist ein Kofferwort aus den Begriffen Transmitter und Responder.

## Passive Transponder
Unter passiven Transpondern versteht man Systeme, die die zur Kommunikation und zur Abarbeitung interner Prozesse benötigte Energie ausschließlich aus dem Feld der Sende-/Empfangseinheit beziehen. Passive Transponder benötigen keine eigene Stromversorgung, können aber nur auf kurze Distanzen arbeiten.
Bekannteste Bauart ist die Radio Frequency Identification RFID.
Typische Anwendungen: Identifizierung von Objekten, Haustierregistrierungs-Chips oder Chipkarten und Fobs für ein Zugangs-Kontrollsystem. Ein aktiver Sensor (in Verbindung mit dem Computer) liest und decodiert die Daten, die der passive Transponder sendet.

## Aktive Transponder
Aktive Systeme verfügen über eine eigene Energieversorgung. Entweder haben sie eine eingebaute Batterie oder werden an ein externes Stromnetz angeschlossen. Dadurch sind nicht nur größere Kommunikationsreichweiten möglich, auch die Verwaltung größerer Datenspeicher bzw. der Betrieb integrierter Sensorik wird realisierbar. Einfache aktive Transponder werden zum Beispiel bei der Identifizierung von Flugzeugen verwendet: Der im Flugzeug eingebaute Transponder empfängt ein kodiertes Signal einer Überwachungs- und Kontrollstelle und beantwortet dieses Signal auf einer vorgegebenen Frequenz. Dieses Antwortsignal wird von der Überwachungsstelle empfangen und mit dem Radarecho zusammen dargestellt.
Neben den Reinformen passiver beziehungsweise aktiver Systeme existieren semiaktive Transponder.
Kommunikationssatelliten benutzen Transponder, die das auf der Uplink-Frequenz empfangene Signal auf einer anderen Frequenz (der Downlink-Frequenz) wieder zurückstrahlen.

## Verschiedene Transponderanwendungen

### Flugfunktransponder

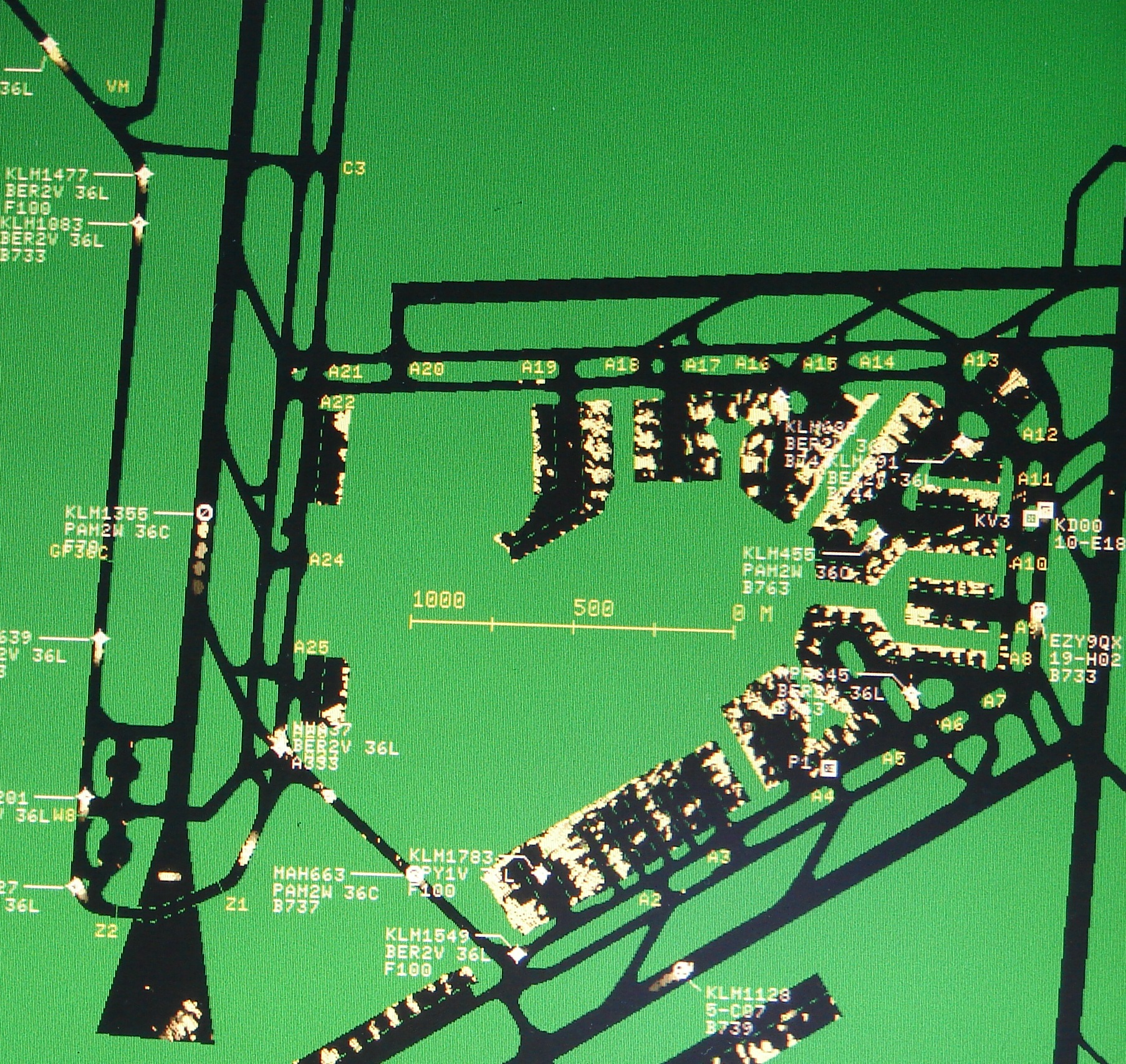
Radarschirm-Darstellung: Mit dem Primärradar erfasste Objekte erscheinen als Punktwolke. Zusätzlich via Sekundärradar identifizierte Objekte sind mit einem Label versehen

Der Flugfunktransponder (TPX oder XPDR) ist ein Sekundärradar-Transponder (en. Secondary Surveillance Radar Transponder oder SSR-Transponder) zur Identifizierung von Flugzeugen. Flugfunktransponder empfangen Abfragen (en. Interrogations)  von SSR- und IFF-Interrogatoren auf 1030 MHz und senden zeitverzögert eine Antwort (en. Reply) auf 1090 MHz aus. Die Identifizierung geschieht über den sogenannten Transpondercode, auch Squawk genannt, der im SSR Mode A aus einer vierstelligen Oktalzahl-Code besteht die dem Piloten durch die Flugsicherung oder Flugverkehrskontrolle (Luftraumüberwachung) zugeteilt wird und am Transponder eingestellt wird. Bei Mode S wird dem Luftfahrzeug fest eine 24 Bit Adresse dem Luftfahrzeug zur eindeutigen Erkennung zugeteilt. Mode C Abfragen liefern die Barometrische Höhe des Luftfahrzeugs über Normaldruck.  Mode S erlaubt zusätzlich eine gezielte selektive Abfrage nur eines Luftfahrzeuges über die 24 Bit Adresse, liefert gegenüber Mode AC noch weitere relevante Daten und bietet einen optionalen Datenlink.  Transponder haben unterschiedliche Betriebsarten:

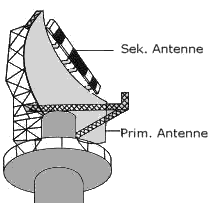
Primär- und Sekundär-Radarantenne zur Flugüberwachung

- Mode A: nur der Squawk wird übermittelt[1]Nr. 2.1.2.1.1
- Mode C: Flugfläche (Barometrische Höhe des Luftfahrzeugs über Normaldruck gerundet auf 100 ft) werden übermittelt[1]Nr. 2.1.2.1.2 [2]
- Mode S: Zusätzlich zu Squawk und Flugfläche wird eine 24-Bit-Kennung übermittelt, die jedem Flugzeug eindeutig zugeordnet ist; zudem kann die Flugsicherungsstelle gezielt Transponder über die 24 Bit Adresse abfragen, und liefert gegenüber Mode AC noch weitere relevante Daten und bietet einen optionalen Datenlink[1] Nr. 2.1.2.1.4

Seit 2008 darf in Deutschland in transponderpflichtige Lufträume nur noch mit Transpondern eingeflogen werden, die Mode S beherrschen (Siehe Flugsicherungsausrüstung-Verordnung).
Außerhalb dieser Lufträume besteht für VFR-Flüge bis zu einer Höhe von 5000 ft keine Transponderpflicht. Verfügt ein Luftfahrzeug aber über einen betriebsbereiten SSR-Transponder, so ist dieser gemäß SERA 13001 während des gesamten Fluges zu betreiben.
Obwohl die Transponderdaten zusammen mit den Primärradardaten auf den Radarschirmen der Flugüberwachung dargestellt werden, handelt es sich hierbei um ein eigenständiges System. Meist ist allerdings die Richtantenne für die Transponderabfrage fest an der sich drehenden Primärradarantenne der Bodenstation montiert. Durch einen geringfügigen Versatz zur Primärradarantenne werden die verschiedenen Signallaufzeiten vom Primärradarsignal und Transpondersignal korrigiert, um durch ein gleichzeitiges Vorliegen beider Signale eine bessere Zuordnung des Primärechos zur Sekundärantwort zu ermöglichen.
Squawk ident: Durch Drücken der Ident-Taste wird ein zusätzlicher Impuls der SPI (Special Position Identification) ca. 20 Sekunden lang gesendet. Dies dient zur eindeutigen Identifizierung des Luftfahrzeuges am Sichtgerät der Flugsicherung.

### Satellitentransponder
Transponder auf Kommunikationssatelliten empfangen Datenströme und senden sie weiter, siehe Transponder (Satellit).
Transponder in Raumsonden sind Transceiver, die phasengekoppelt arbeiten können. In diesem kohärenten Modus ist der Träger des Downlinks per PLL an den des Uplinks gekoppelt. Das Frequenzverhältnis ist fest, z. B. 1,1748999 bei Cassinis X-Band-Transponder. Auf diese Weise sind präzise Distanzmessungen möglich, siehe z. B. Pioneer-Anomalie, sowie die Synchronisation der Uhren der Raumsonde mit den viel genaueren des Deep Space Networks (DSN).

### Radartransponder

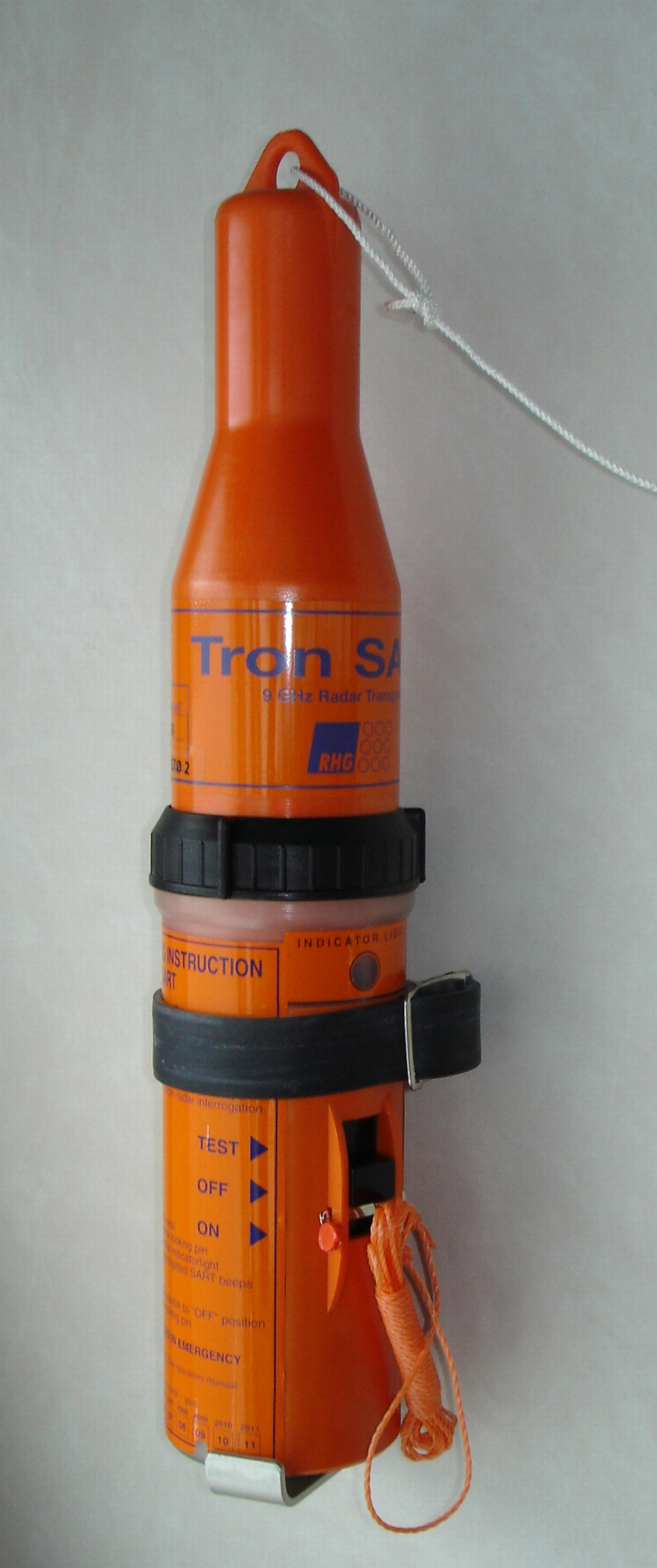
SART-Radartransponder

Radartransponder verstärken das Echo eines Radarsignals, siehe Search and Rescue Radar Transponder (SART).

### Diebstahlsicherungen
Die Etiketten eines Warensicherungssystems ähneln in ihrer Funktionsweise meist der einer Spule, die lediglich einen Schwingkreis an einem Durchgang verstimmt, oder auch der eines komplexen passiven RFID-Transponders, der interaktiv oder automatisch ausgelesen werden kann. Die Informationsmenge der Rückübertragung eines Transponders an die Abfragestation variiert je nach Typ von 1 Bit bis zu vollständiger Produktidentifikation.

### Digitale Schließsysteme

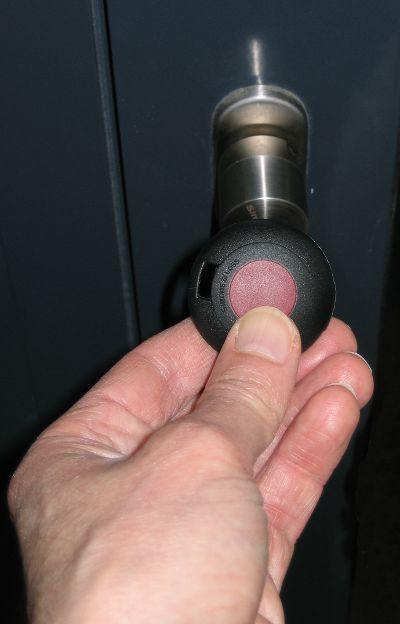
Digitales Schließsystem mit aktivem Transponder

Ein auf das Sekundärradarverfahren aufbauendes Schließsystem ersetzt mechanische Schließzylinder. Ein kleiner Transponder an Stelle des konventionellen Schlüssels entriegelt Türen und Schließfächer auf Knopfdruck. Das System verwaltet beliebig viele Schlösser und Benutzer und bietet auch spezielle Überwachungsfunktionen, wie zeitabhängigen Zutritt und Protokollierung der Anwesenheit. Sollte ein Transponderschlüssel verlorengehen, so wird dieser einfach gesperrt. Es ist daher, im Gegensatz zu mechanischen Schließanlagen, nicht notwendig, alle Schlösser auszutauschen, um einem Missbrauch des verlorenen Schlüssels vorzubeugen.

### Funkschlüssel im KFZ
Kontaktlose Schlüssel zum Fahrzeug sind Teil moderner Fahrzeugausrüstung. Sie unterstützen die Sicherung des Fahrzeugs gegen Zugang Fremder. Wegen zusätzlicher Anforderungen an die Funktionssicherheit sind Wegfahrsperren für die Sicherung des Fahrzeugs gegen Gebrauch durch Fremde meist auf den Startvorgang beschränkt, ein Eingriff in den Fahrprozess, wie bei der Lenkradsperre, ist nicht üblich.
Siehe auch Keyless Go.

### Eisenbahntransponder
Ortsfeste aktive Transponder in der Sicherungstechnik der Eisenbahn werden als Balisen (frz. Bake) bezeichnet. Diese Baken beschreiben eine ortsfeste Sicherungstechnik im ETCS-Konzept und im ERTMS-Konzept, technologisch im Übergang zwischen der rein ortsfesten Gleissicherung und der zugfesten Fahrsicherung.
Mobile aktive Transponder werden in der Sicherungstechnik der Eisenbahn bisher nicht verwendet. Solche Lösungen werden erst mit der Trennung von Fahrwegsicherung (Einfahrschutz) und Fahrzeugsicherung (Zugtrennung) erwartet.

### Kartentransponder
Diese passiven Transponder in Kreditkartengröße (ISO 7810) dienen meist zur Personenidentifikation. Die Einsatzbereiche liegen in Zutrittskontrollsystemen, Zeiterfassungssystemen, aber auch zur Verrechnung von Leistungen und Warenbezügen (Tankautomat, Mautsysteme, Personenbeförderung, Kaffeeautomaten, Werksküchen, …). Die Vorteile gegenüber dem Einsatz einer Magnetstreifenkarte liegen in der einfachen Handhabung, der Beständigkeit der Karte gegenüber mechanischer Abnutzung und der Möglichkeit, Daten auf der Karte ablegen zu können. Letzteres ermöglicht auch den Einsatz als Prepaid-Medium, d. h. die Karte wird mit einem Guthaben aufgeladen und bei jeder Verwendung der Karte wird von diesem Guthaben abgebucht.

### Transponder bei Demenzkranken
Zunehmend werden Transponder bei Demenzkranken oder anderen Patienten verwendet, etwa in Pflegeheimen und Krankenstationen, um ein Entweichen aus der Einrichtung zu verhindern. Beim Gang durch einen markierten Ausgang wird das Personal alarmiert. Mit dem Transponder kann günstigenfalls verhindert werden, dass Demenzkranke in ihrem Bewegungsradius stärker eingeschränkt werden müssen. Die Geräte können mit GPS ausgestattet sein, so dass eine Ortung der Person möglich ist. Handelt es sich um eine „freiheitsentziehende Maßnahme“, muss das Betreuungsgericht die Maßnahme genehmigen.

### Tiertransponder

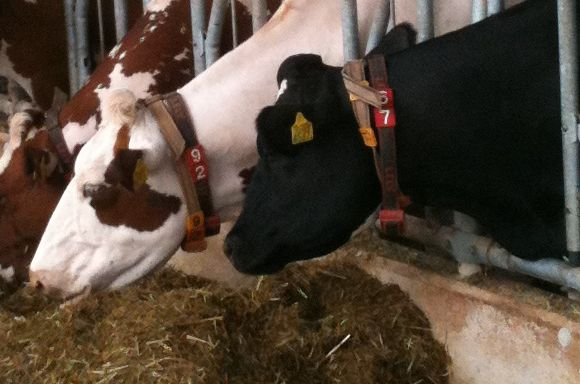
Kühe mit Halsbandtranspondern und zusätzlicher Nummerierung

Zur Tierkennzeichnung werden verstärkt Transponder mittels eines speziellen Injektors und einer Injektionskanüle dem Tier implantiert. Die Transponder sind dabei in einer Bioglashülle gekapselt und verwachsen mit dem Gewebe der Tiere. Die Kennzeichnung ist in einigen europäischen Ländern gesetzlich vorgeschrieben. Ausführlichere Beschreibung unter Tierregistrierung.
Des Weiteren werden Transponder an Halsbändern in der Milchproduktion dazu eingesetzt, um bei Kraftfutterstationen eine individuelle Zuteilung zu ermöglichen und auch, um die Tieraktivität zu überwachen. Die Tiererkennung in einem Herdenmanagementprogramm und auch in Melkrobotern erfolgt ebenfalls durch Transponder.

### Zeitmessung bei Sportveranstaltungen
Ganz allgemein kann der Transponder zur automatischen Identifizierung von Personen eingesetzt werden. Dies wird bei Massensportveranstaltungen wie Triathlon oder Marathonläufen genutzt, um die Teilnehmer während des Wettkampfes zu identifizieren und deren Zeiten zu protokollieren. Eines der ersten Systeme ist IPTAtime.

### Lagerhaltung
Transponder werden auch in automatisierten Lagern eingesetzt, indem die Lagergegenstände mit einem RFID-Chip markiert werden. Dadurch können die eingelagerten Dinge automatisch identifiziert werden.

#### Anwendungen mit 13,56 MHz in metallischer Umgebung

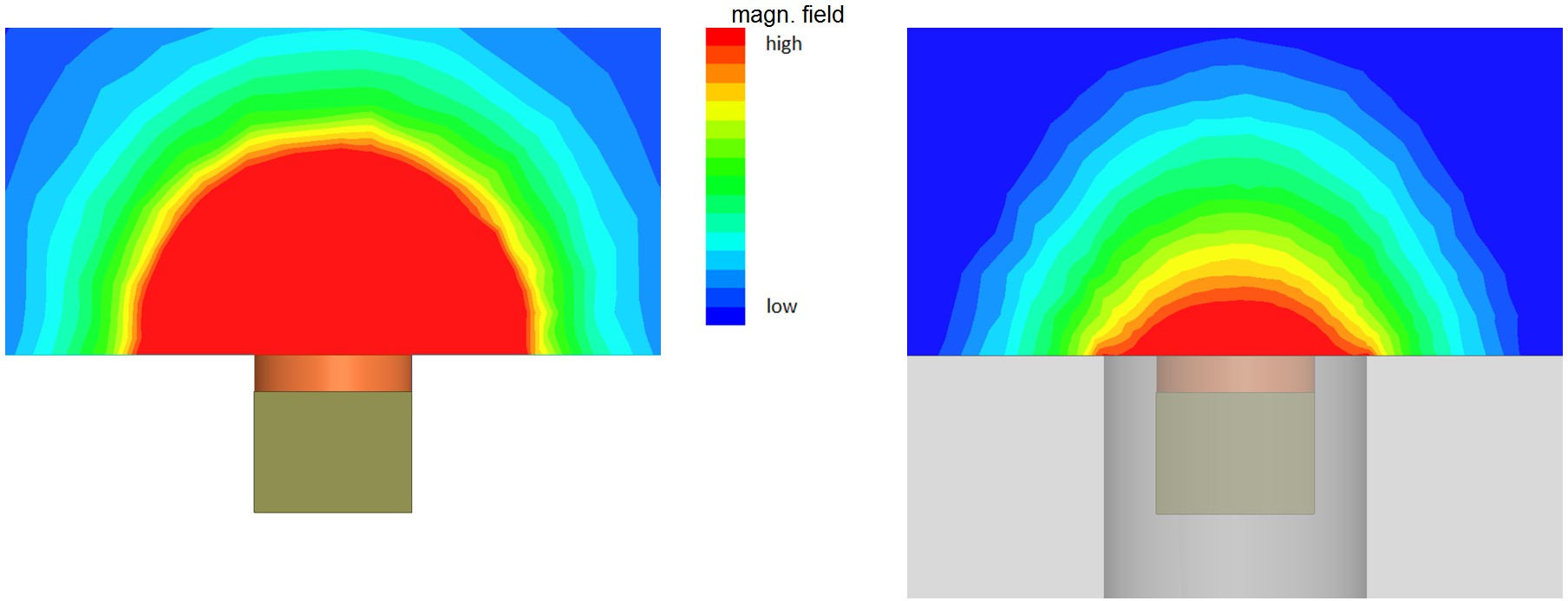
Ausdehnung des magnetischen Feldes eines RFID Transponders in Luft (links) bzw. montiert in Metall (rechts)

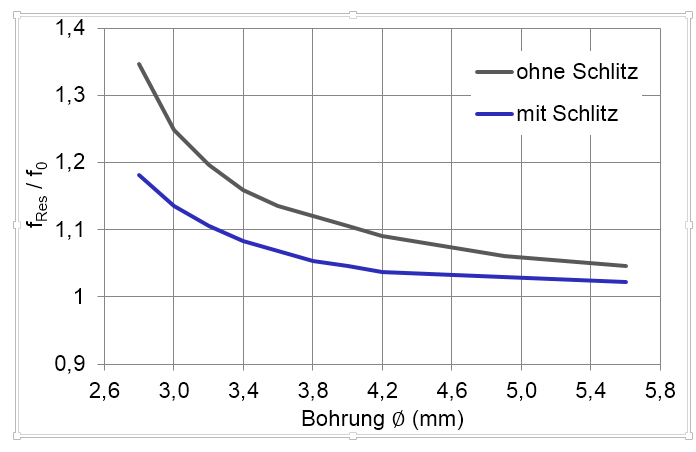
Auswirkung des Lochdurchmessers und des Schlitzes auf die Verschiebung der Resonanzfrequenz

Um RFID-Transponder in metallischen Gegenständen einsetzen zu können, werden die elektrischen Parameter auf die jeweilige Arbeitsumgebung angepasst. Die Antenne des Transponders wird, entsprechend der im jeweiligen Metall zu erwartenden Frequenzverschiebung, gewickelt, also quasi vorverstimmt. Der Ferritkern dient der Bündelung und Ausrichtung des elektromagnetischen Feldes.
Zur Erhöhung der Schreib-Lese-Reichweite bei Einsatz in metallischen Gegenständen ist die Verringerung der Wirbelstromeinflüsse durch die Einbringung eines Schlitzes hilfreich. Die Resonanzverschiebung hängt u. a. vom Lochdurchmesser und der Einbringung eines Schlitzes ab und wird bei der Produktion des Transponders berücksichtigt.
Anwendungen eines Transponders nach dem ISO-Standard 15693 mit einer Frequenz von 13,56 MHz. Der Aufbau basiert auf einem Ferritkern, der als Wickelkörper für die Antennenspule und gleichzeitig als Träger des RFID-Chips dient.

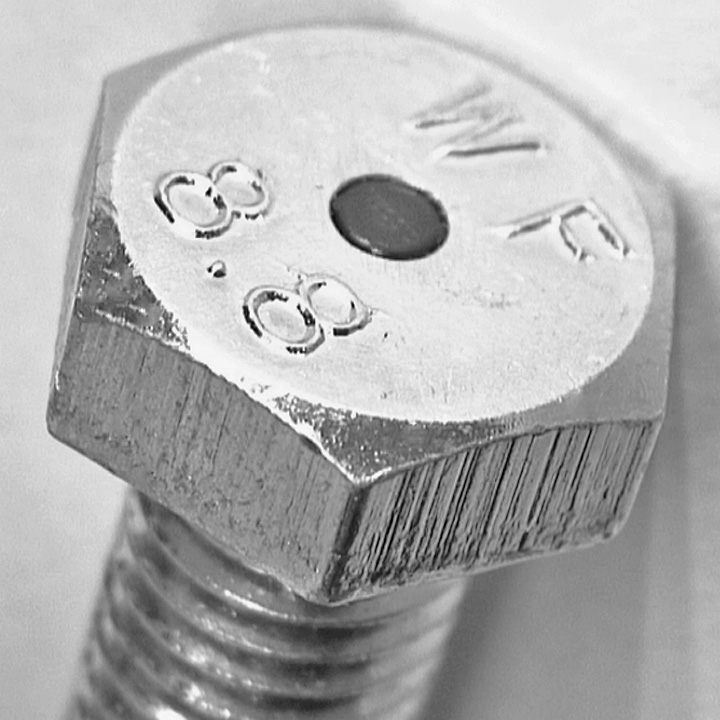
Plug-Transponder in einem Schraubenkopf
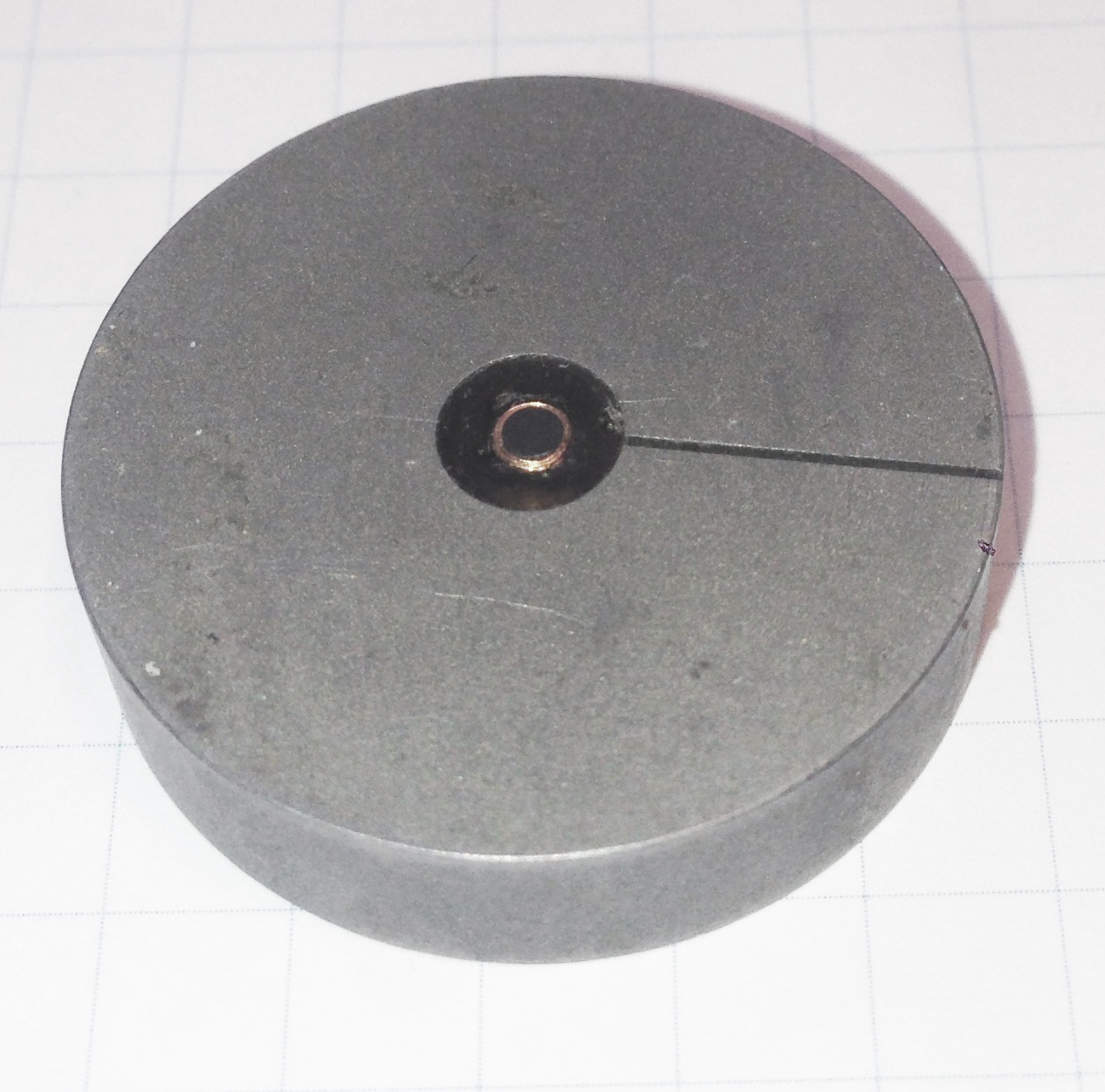
Inlay-Transponder in Metallscheibe (der Schlitz reduziert die Wirbelstromverluste)
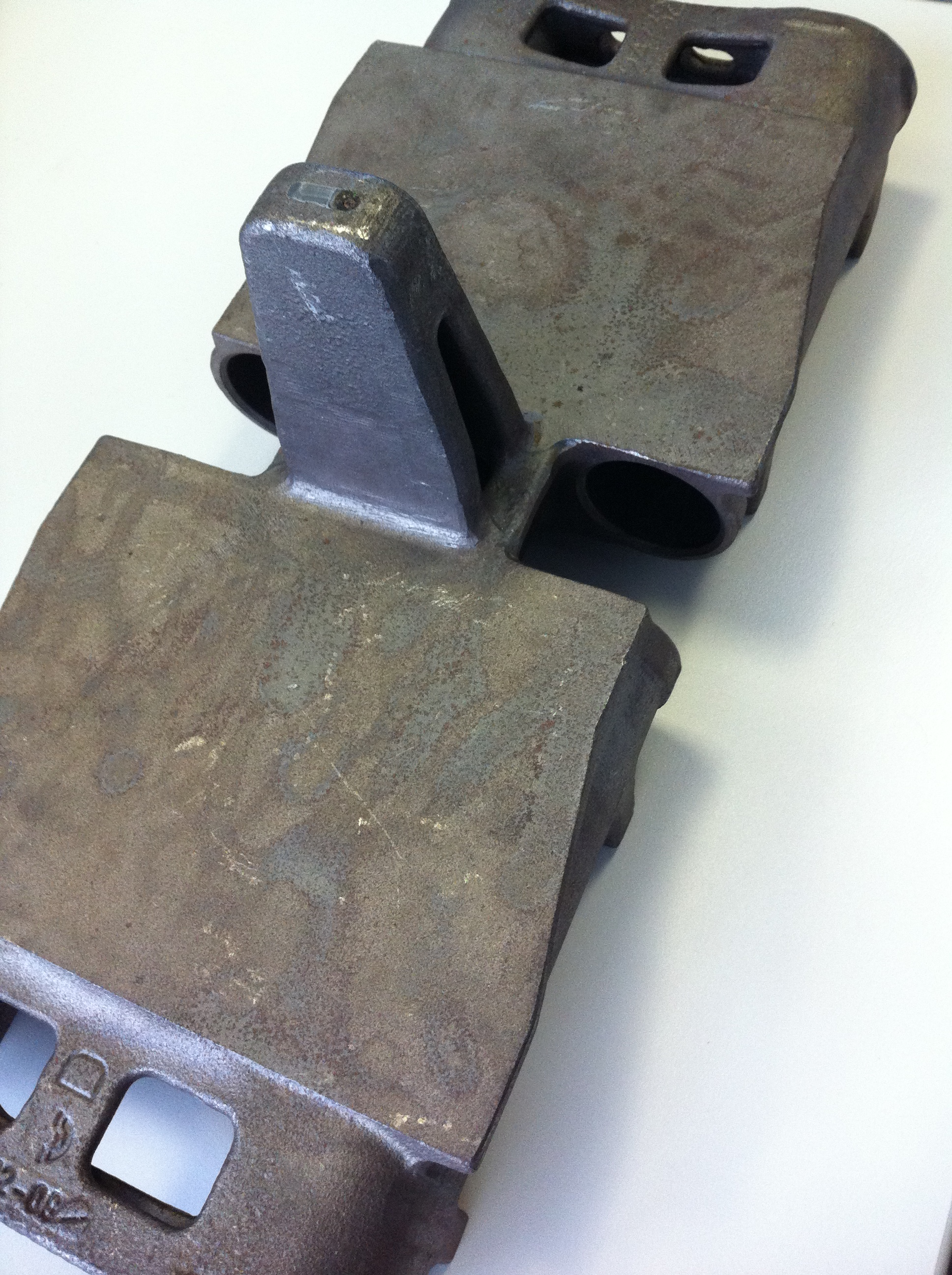
Plug-Transponder in einem Panzer-Kettenglied (dient dem elektronischen Asset Management)
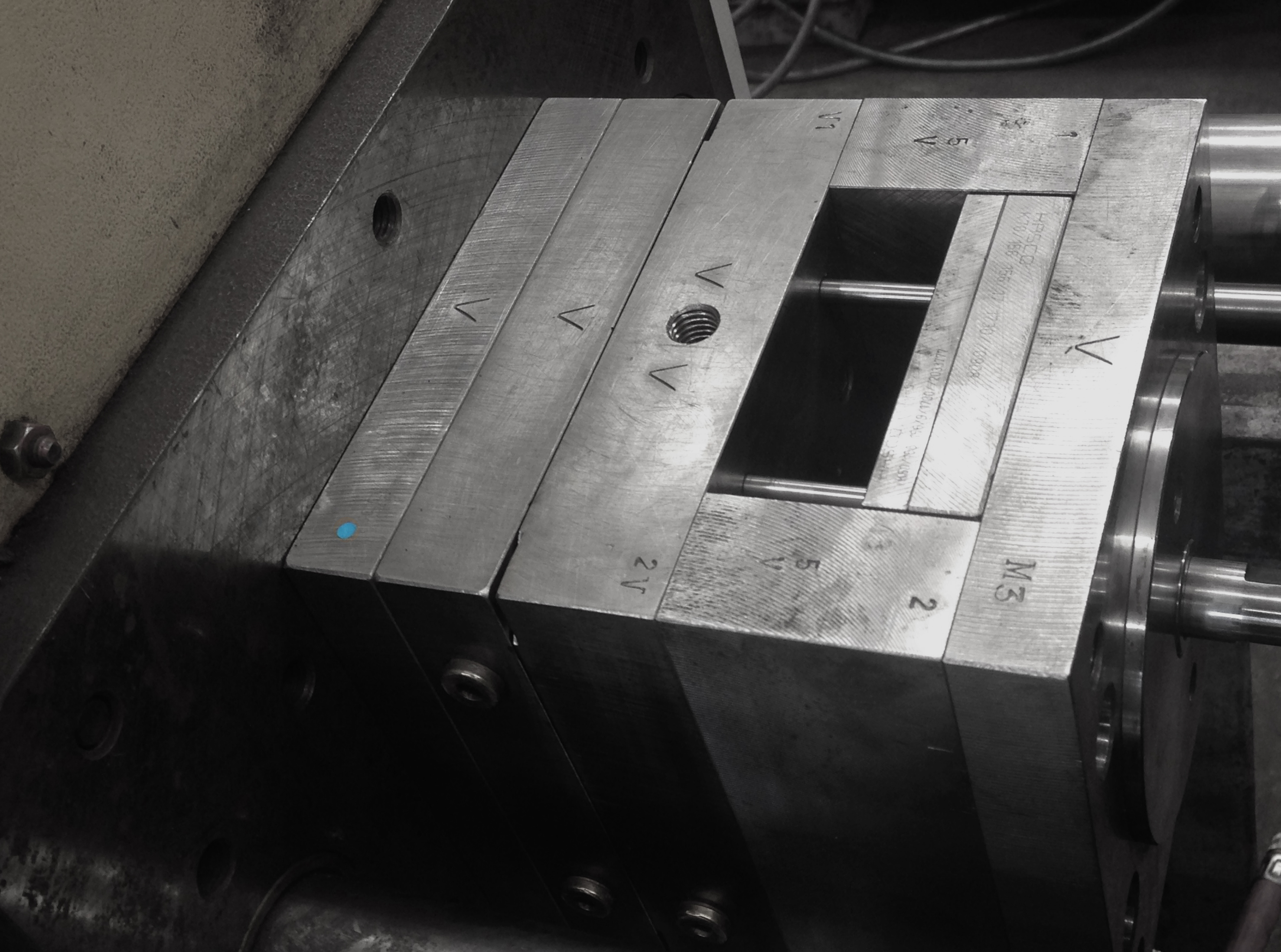
Plug-Transponder in Spritzgusswerkzeug (dient dem elektronischen Werkzeugmanagement)

### Abfallentsorgung
Auch in der Abfallentsorgung werden Transponder z. B. zur Erfassung der geleerten Mülltonnen und der Zuweisung zu deren Besitzer verwendet.